# 95-я стрелковая дивизия (2-го формирования)
95-я стрелковая дивизия (второго формирования) — воинское соединение Вооружённых Сил СССР в Великой Отечественной войне, активный участник обороны Сталинграда.
Создана на основе 13-й мотострелковой дивизии внутренних войск НКВД, которая Приказом НКВД СССР № 001547 от 28.07.1942 во исполнение Постановления ГКО № 2100 — сс от 26.07.1942 «Вопросы НКО» была передана в состав Красной Армии и Директивой ГШКА № орг/2/2172 от 02.08.1942 переформирована в 95-ю стрелковую дивизию Красной Армии.
Ей были переданы номер и номера полков 95-й Молдавской стрелковой дивизии (95-й стрелковой дивизии 1-го формирования), которая погибла при обороне Севастополя. 4-й Краснознамённый мотострелковый полк внутренних войск НКВД стал 90-м стрелковым полком, 266-й стрелковый полк — 161-м стрелковым полком, 274-й стрелковый полк — 241-м стрелковым полком.
Формирование дивизии проводилось в Тесницких лагерях (25 км севернее г. Тула). Номер полевой почты 24537.

## Боевой путь
2 сентября 1942 года в составе 12 800 человек дивизия была направлена на Западный фронт, прибыла на станцию Можайск и приступила к выгрузке, но, не успев закончить выгрузку, получила приказ о передислокации в г. Сталинград в состав 62-й армии (при обороне Сталинграда действовала в составе Сталинградского фронта, позднее Донского фронта). Вечером 17 сентября эшелоны подошли к станциям Ленинск и Заплавное (Средняя Ахтуба). Совершив сорокакилометровый марш, дивизия вышла на левый берег Волги напротив Сталинграда к переправе 62-й Армии.

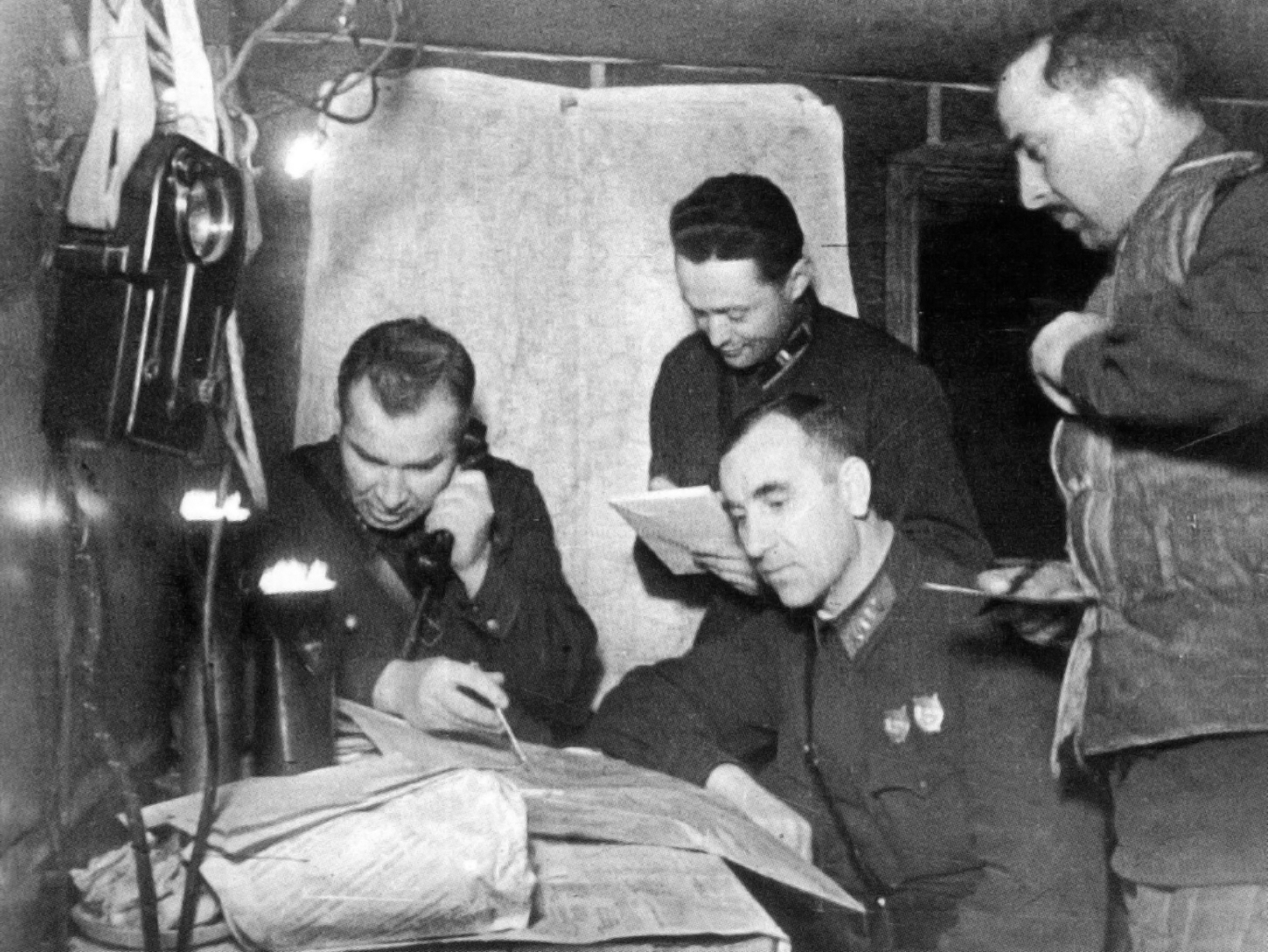
Командный пункт 95-й сд в Сталинграде. Слева направо: командир дивизии полковник В. А. Горишний, комиссар дивизии полковник И. А. Власенко (сидит), начальник 1-го отд. майор Г. Г. Слуцкий, начальник артиллерии дивизии подполковник А. А. Далакишвили. 1942 год

В ночь с 18 на 19 сентября в г. Сталинград переправились 90-й и 161-й стрелковые полки, 97-й ОИПТД, 96-й сапёрный батальон и штаб дивизии. Получив приказ выбить врага с высоты 102.0 (Мамаев Курган) и закрепиться, дивизия наличными силами схода вступила в бой, захватила вершину Мамаева кургана, но продвинуться дальше не смогла ввиду потерь и сильного артиллерийского и миномётного огня противника. Остальные части дивизии переправились позднее, поскольку переправа подвергалась постоянным ударам противника и возможна была только в ночное время.
В течение 19-27 сентября дивизия вела кровопролитные бои с превосходящими силами противника, поддерживаемыми танками и авиацией, но, несмотря на тяжёлые потери, продолжала удерживать Мамаев Курган. Штаб дивизии размещался в овраге Банный у подножия Мамаева Кургана. 28 сентября, ввиду ухудшившегося положения в районе завода «Красный Октябрь», дивизии было приказано передать оборону Мамаева Кургана 284-й стрелковой дивизии полковника Батюка Н. Ф. и оборонять завод «Красный Октябрь» и его рабочий посёлок.
В октябре вместе с 37-й гвардейской стрелковой дивизией генерал-майора Жолудева В. Г. дивизия обороняет Тракторный завод. 14 октября немцы предприняли мощное наступление, бросив в бой всё, чем они располагали. «Горишний и Власенко в самые ожесточённые периоды боёв были на своём наблюдательном пункте, спокойно и уверенно руководили атаками и контратаками». Дивизия удерживала свои позиции, неся при этом огромные потери. Так, на 15 октября потери составили около 75 процентов боевого состава. 17 октября остатки дивизии были сведены в один 161-й полк. Штаб дивизии и штабы двух других полков были отправлены на левый берег Волги для укомплектования.
В начале ноября дивизия вновь держала оборону под крутым берегом Волги, прижатая к самой воде. «Овраг между заводами „Баррикады“ и „Красный Октябрь“ обстреливался снайперами врага. В первые дни там погибло много наших воинов, и овраг прозвали „оврагом смерти“. Чтобы избежать потерь, пришлось поперёк оврага построить каменный забор, и, только сгибаясь и плотно прижимаясь к забору, можно было живым добраться до командного пункта Горишнего».
Ведя бои в районе заводов, дивизия имела соседями справа 138-ю стрелковую дивизию полковника Людникова И. И. и 308-ю стрелковую дивизию полковника Гуртьева Л. Н., а слева — 45-ю стрелковую дивизию полковника Соколова В. П. и 39-ю гвардейскую стрелковую дивизию генерал-майора Гурьева С. С.. 11 ноября, в результате массированной атаки позиций дивизии силами двух пехотных дивизий поддержанных танками, противнику удалось прорвать оборону 241-го стрелкового полка и выйти к берегу Волги на фронте 500 метров. Фронт 62-й Армии был разрезан на стыке 95-й и 138-й стрелковых дивизий. За восстановление линии обороны шли тяжёлые бои, переходящие в рукопашные схватки. Дальнейшее продвижение противника было остановлено, но ценой больших потерь. 22 ноября 95-я дивизия заняла несколько домов по Машинной улице, имея к этому времени всего около 500 штыков.
Дивизия неоднократно получала пополнение непосредственно в ходе боёв. Было пополнение даже моряками Тихоокеанского флота, воевавшими в морской форме, которых немцы прозвали «чёрной смертью». С 19 ноября, вследствие начала контрнаступления советских войск (Операция «Уран»), немцы вынуждены были снизить активность боевых действий в Сталинграде, а после того, как 23 ноября кольцо окружения вокруг 6-й армии Паулюса замкнулось, перейти к обороне.
Дивизия продолжала вести бои, окружая и уничтожая отдельные гарнизоны противника, который оказывал исключительно упорное сопротивление. Участок бензобаков, восточнее завода «Баррикады», неоднократно переходил из рук в руки. Бои шли за каждый блиндаж и дом. Так, 21 декабря «в результате рукопашного боя части овладели трансформаторной будкой, превращённой противником в дот. Захвачено одно здание, шесть блиндажей и два дзота». 23 декабря дивизия продолжала наступление в северо-западном направлении и установила непосредственную связь с 138-й стрелковой дивизией полковника Людникова И. И..

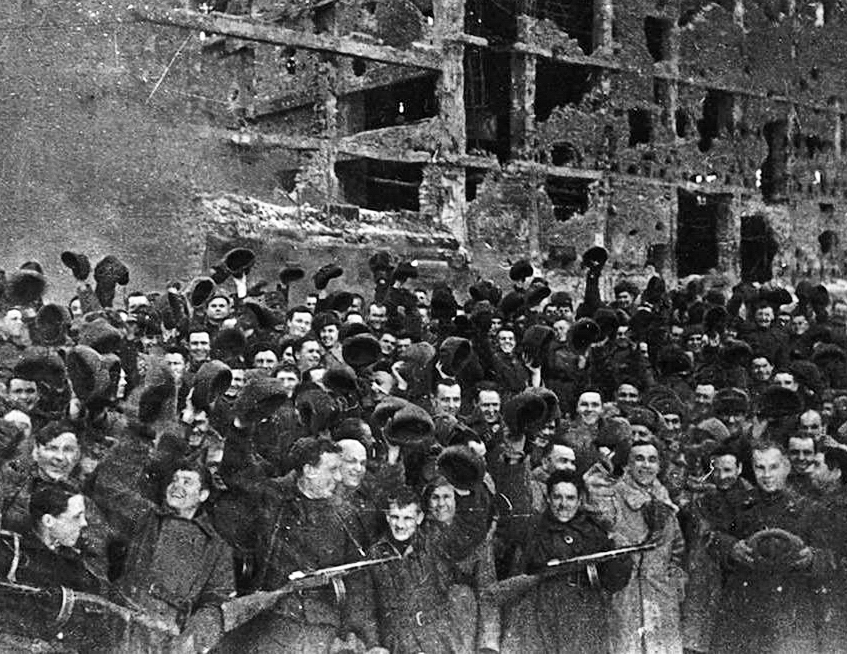
Воины 95-й сд в день окончания боёв в Сталинграде. В первом ряду первый справа командир дивизии полковник В. А. Горишний, второй (в полушубке) — зам. командира дивизии полковник И. А. Власенко

С 29 декабря дивизия вела бои за завод «Баррикады». Бензобаки были взяты 1 января после того, как сапёры проделали подкоп длиной 89 метров и взорвали немецкие позиции. Утром 2 февраля после короткой артиллерийской подготовки, был нанесён удар по группировке противника в районе заводов Тракторный и «Баррикады» и их посёлков. 95-я стрелковая дивизия совместно с частями 45-й стрелковой дивизии овладела заводом «Баррикады». Северная группа войск противника в заводском районе города капитулировала. Сражение под Сталинградом закончилось.
Согласно «Журналу боевых действий 95 СД» на 1 февраля 1943 года в дивизии было:

Активных штыков:
90 СП −20, 161 СП — 85 (из них миномётчиков 22), 241СП — 49 (из них миномётчиков 22).
По воспоминаниям ветеранов, в эшелоне, увозившем дивизию из Сталинграда на переформирование, было около 600 человек, а за время боёв в Сталинграде через дивизию прошло около 60 000 человек.
За отличные боевые действия по разгрому немецко-фашистских войск под Сталинградом 95-й стрелковой дивизии Приказами Верховного главнокомандующего было объявлено две благодарности. 398 бойцов дивизии удостоены правительственных наград.57-й артиллерийский полк и 97-й отдельный истребительно-противотанковый дивизион были награждены орденами.
1 марта 1943 по Приказу НКО № 104 95-я стрелковая дивизия была преобразована в 75-ю гвардейскую стрелковую дивизию.
Освободившийся номер был передан 95-й стрелковой дивизии 3-го формирования (которая к концу войны стала 95-й Верхнеднепровской Краснознамённой ордена Суворова второй степени стрелковой дивизией).

## Боевой состав[16]
- 90-й стрелковый полк;
- 161-й стрелковый полк;
- 241-й стрелковый полк;
- 57-й артиллерийский полк;
- 97-й отдельный истребительно-противотанковый дивизион;
- 13-я отдельная разведывательная рота;
- 48-й отдельный сапёрный батальон;
- 119-я отдельная рота связи;
- 103-й отдельный медико-санитарный батальон;
- 30-я отдельная рота химической защиты;
- 283-я автотранспортная рота,
- 174-я полевая хлебопекарня;
- 7-й дивизионный ветеринарный лазарет;
- 1766-я (2054-я) полевая почтовая станция;
- 1723-я (652-я) полевая касса Госбанка

## Командование

В.А.Горишний (справа) и И.А.Власенко вручают награды воинам, отличившимся в боях за Сталинград. 1943 год

- Командир дивизии полковник Горишний В. А.
- Комиссар дивизии старший батальонный комиссар Власенко И. А., после 9 октября 1942 года — зам. командира дивизии по политчасти, полковник.
- Начальник штаба дивизии подполковник Клименко Г. М.
- Начальник артиллерии дивизии подполковник Далакишвили А. А.

### Командиры полков
- Командир 90-го стрелкового полка подполковник Борисов М. С.
- Командир 161-го стрелкового полка подполковник Руднев И. В. (погиб 20 сентября 1942 года на Мамаевом кургане); майор Маковецкий Ф. Е.
- Командир 241-го стрелкового полка майор Селимов.
- Командир 57-го артиллерийского полка подполковник Лёвкин Н. А.

## Награды
- 57-й артиллерийский Краснознамённый[17] полк
- 97-й отдельный истребительно-противотанковый ордена Ленина[17] дивизион.

## Память
- На братской могиле воинов 95-й дивизии в «Логе смерти» (пос. Металлургов, берег р. Волга) в 1975 году сооружена стела в память об их подвиге при обороне Сталинграда (ныне город Волгоград, РФ).
- В школе № 117 г. Волгограда, РФ создан Музей 95-й — 75-й Гвардейской Бахмачской дважды Краснознамённой ордена Суворова 2-й степени стрелковой дивизии.
- В школе № 1 г. Курска, РФ, работает Музей боевой славы 95-й — 75-й гвардейской стрелковой дивизии.
- Одна из улиц Сталинграда (ныне город Волгоград, РФ) носит имя командира 95-й стрелковой дивизии Горишнего Василия Акимовича.